# Wilhelm Heinrich Casimir zu Solms-Braunfels
Prinz Wilhelm Heinrich Casimir zu Solms-Braunfels (* 30. April 1765 in Braunfels; † 26. Februar 1852 in Braunfels) war kurhessischer Generallieutenant.

## Herkunft
Er war ein Sohn von Fürst Ferdinand Wilhelm Ernst zu Solms-Braunfels (1721–1783) und Gräfin Sophie Christine Wilhelmine zu Solms-Laubach (1741–1772), Tochter des regierenden Grafen Christian August zu Solms-Laubach. Seine Brüder Fürst Wilhelm Christian Carl (1759–1837) und Prinz Friedrich Wilhelm (1770–1814) wurden preußische Generalmajore.

## Leben
Wilhelm ging als Hauptmann der Garde zu Fuß im kurhessischen Dienste. Dort wurde er bald Major und Oberstleutnant. Anschließend wechselte er zur Kavallerie und kam in das zum Regiment Carabiniers, zum Regiment Gens d'armes und schließlich 1791 zu den Husaren, wo er 1799 Oberst wurde. Dort wurde er im Mai 1806 zum Generalmajor und Chef des Regiments ernannt. Er beendete seine Laufbahn aber schon im August 1806. 
Während der Befreiungskriege kehrte er zur Armee zurück und hatte zeitweise den Oberbefehl über die kurhessischen Truppen.
Während seiner Zeit zeichnete er sich 1792 beim Sturm auf die Weißenburger Linien aus, ebenso bei Gefecht bei Jokrim. Er erhielt dafür den Pour la vertu militaire als auch das Großkreuz des hessischen Löwenordens (2. Dezember 1798).